# Odedi
De odedi (Horornis haddeni; synoniem: Cettia haddeni) is een zangvogel uit de familie Cettiidae. Deze struikzanger is pas in 2006 beschreven door LeCroy en Barker. Het is een endemische vogel van Bougainville (een autonome provincie van Papoea-Nieuw-Guinea).

## Kenmerken
De vogel is ongeveer 13 cm lang en weegt ongeveer 25 g. Het is een relatief forse struikzanger, met ronde vleugels en een kort staartje. De poten en tenen zijn betrekkelijk lang. De vogel is donkerbruin van boven en van onder lijkt de vogel zwart gebandeerd op een grijze achtergrond, alleen de kin en de keel zijn wat lichter en de flanken zijn olijfkleurig bruin. De vogel lijkt op de fijistruikzanger maar die is niet zo donker en heeft een duidelijke lichte wenkbrauwstreep.

## Verspreiding en leefgebied
Deze soort komt voor op Bougainville in montaan bos op hoogten tussen de 1000 en 1400 m boven zeeniveau.

## Status
De vogel was bij de oorspronkelijke menselijke bewoners van het leefgebied bekend en werd in hun taal odedi genoemd. De naam is een klanknabootsing van de roep: “O-die-die” of “koo-pie-ipie”. In 1977 werd de vogel al opgemerkt door de Nieuw-Zeelandse onderwijzer, vogelkenner en fotograaf Don Hadden. Daarom is de soort naar hem vernoemd.
Hoewel er geen onderzoek naar is gedaan wordt de vogelsoort mogelijk bedreigd door kleinschalige ontbossing voor zelfvoorzieningslandbouw en door predatie door ingevoerde zwarte ratten en verwilderd katten. Om deze redenen staat de odedi als gevoelig op de Rode Lijst van de IUCN.